# V378 Андромеды
V378 Андромеды (лат. V378 Andromedae), HD 217543 — двойная звезда в созвездии Андромеды на расстоянии приблизительно 1262 световых лет (около 387 парсеков) от Солнца. Видимая звёздная величина звезды — от +6,64m до +6,47m. Возраст звезды определён как около 21,3 млн лет.

## Характеристики
Первый компонент — бело-голубая переменная Be-звезда (BE) спектрального класса B3Vpe, или B2,5Vn. Масса — около 5,445 солнечных, радиус — около 5,351 солнечных, светимость — около 1524,053 солнечных. Эффективная температура — около 18830 K.
Второй компонент — коричневый карлик. Масса — около 15,66 юпитерианских. Удалён на 2,631 а.е..